# Arjosari (Arjosari)
Arjosari is een bestuurslaag in het regentschap Pacitan van de provincie Oost-Java, Indonesië. Arjosari telt 1918 inwoners (volkstelling 2010).